# Culture III
Culture III – czwarty album studyjny amerykańskiego tria hip hopowego Migos. Został wydany przez Capitol Records, Motown Records i Quality Control Music 11 czerwca 2021 roku. Na płycie gościnnie wystąpili: Drake, Cardi B, Polo G, Future, Justin Bieber, Juice Wrld, Pop Smoke i YoungBoy Never Broke Again. Jest to kontynuacja albumu Culture II z 2018 roku. Edycja deluxe ukazała się sześć dni później, zawierając pięć dodatkowych utworów. 
Culture III wspierały dwa single: „Need It” i „Straightenin”, a także promocyjny singel „Avalanche”. Album otrzymał ogólnie pozytywne recenzje od krytyków i zadebiutował na drugim miejscu listy Billboard 200 w USA.

## Tło
W marcu 2019 jeden z członków grupy Takeoff stwierdził, że album jest w drodze. W grudniu kolejny z członków Offset ujawnił, że album będzie ostatnim rozdziałem trylogii albumów „Culture” oraz będzie zawierał piosenkę z nieżyjącym już raperem Juice'em Wrldem, zatytułowaną „What's Brackin”.
Później album został opóźniony a jego wydanie przełożono na początek 2020 roku. Jednak album został ponownie przesunięty z powodu pandemii COVID-19. Quavo podczas wywiadu z Billboardem w marcu 2020 roku ogłosił decyzję o wstrzymaniu się z wydaniem Culture III, wyjaśniając, że było to w dużej mierze spowodowane niezdolnością do prawidłowego nagrywania i wydania albumu po wejściu w życie zasad dystansu społecznego w większości stanów w USA. Zamiast tego grupa najpierw wyda inny projekt, Quarantine Mixtape.
22 maja 2020 roku, podczas programu Lil Wayne'a Young Money Radio w serwisie Apple Music, Migos ogłosili że zmienią tytuł z Culture III na inny. Nie ogłoszono jeszcze daty oficjalnej premiery.
18 kwietnia 2021 roku Quavo napisał na Twitterze, że miksowanie albumu rozpoczęło się. 17 maja 2021 ogłoszono, że album ukaże się 11 czerwca 2021.

## Lista utworów
Lista utworów.
1. „Avalanche” – 3:26
2. „Having Our Way” (gościnnie: Drake) – 4:38
3. „Straightenin” – 4:15
4. „Type Shit” (gościnnie: Cardi B) – 3:09
5. „Malibu” (gościnnie: Polo G) – 4:08
6. „Birthday” – 3:47
7. „Modern Day” – 4:01
8. „Vaccine" – 3:41
9. „Picasso” (gościnnie: Future) – 3:32
10. „Roadrunner” – 4:16
11. „What You See” (gościnnie Justin Bieber) – 2:59
12. „Jane” – 3:22
13. „Antisocial” (gościnnie: Juice Wrld) – 4:22
14. „Why Not” – 3:49
15. „Mahomes” – 5:08
16. „Handle My Business” – 4:37
17. „Time for Me” – 3:59
18. „Light It Up” (gościnnie: Pop Smoke) – 4:29
19. „Need It” (gościnnie: YoungBoy Never Broke Again) – 3:15

### Wersja deluxe
1. „Avalanche” – 3:26
2. „Having Our Way” (gościnnie: Drake) – 4:38
3. „Straightenin” – 4:15
4. „Type Shit” (gościnnie: Cardi B) – 3:09
5. „Malibu” (gościnnie: Polo G) – 4:08
6. „Birthday” – 3:47
7. „Modern Day” – 4:01
8. „Vaccine" – 3:41
9. „Picasso” (gościnnie: Future) – 3:32
10. „Roadrunner” – 4:16
11. „What You See” (gościnnie Justin Bieber) – 2:59
12. „Jane” – 3:22
13. „Antisocial” (gościnnie: Juice Wrld) – 4:22
14. „Why Not” – 3:49
15. „Mahomes” – 5:08
16. „Handle My Business” – 4:37
17. „Time for Me” – 3:59
18. „Light It Up” (gościnnie: Pop Smoke) – 4:29
19. „Need It” (gościnnie: YoungBoy Never Broke Again) – 3:15
20. „How We Coming” – 3:49
21. „How Did I” – 4:25
22. „New Money” – 4:53
23. „Meance” – 2:24
24. „Working a Fool”  – 4:49

## Pozycję na listach
| Lista (2021)                           | Pozycja |
| -------------------------------------- | ------- |
| Australia (ARIA)                       | 13      |
| Austria (Ö3 Austria)                   | 4       |
| Belgia (Ultratop Flanders)             | 7       |
| Belgia (Ultratop Wallonia)             | 8       |
| Kanada (Billboard)                     | 3       |
| Dania (Hitlisten)                      | 5       |
| Holandia (Album Top 100)               | 5       |
| Finlandia (Suomen virallinen lista)    | 30      |
| Francja (SNEP)                         | 5       |
| Niemcy (Offizielle Top 100)            | 15      |
| Irlandia (OCC)                         | 10      |
| Włochy (FIMI)                          | 20      |
| Litwa (AGATA)                          | 12      |
| Nowa Zelandia (RMNZ)                   | 4       |
| Norwegia (VG-lista)                    | 4       |
| Hiszpania (PROMUSICAE)                 | 52      |
| Szwecja (Sverigetopplistan)            | 23      |
| Szwajcaria (Schweizer Hitparade)       | 2       |
| Wielka Brytania (OCC)                  | 9       |
| Wielka Brytania R&B (OCC)              | 22      |
| USA Billboard 200                      | 2       |
| USA Top R&B/Hip-Hop Albums (Billboard) | 2       |